# Línea 329 (Montevideo)
La línea 329 de la red de transporte urbano de Montevideo une el barrio Punta Carretas con la localidad de Melilla.

## Recorridos
En ambos recorridos circula por los barrios de Punta Carretas, Villa Biarritz, Pocitos, Pocitos Nuevo, Villa Dolores, Parque Batlle, La Blanqueada, La Figurita, Jacinto Vera, Bolívar, Cerrito de la Victoria, Joanicó, Lavalleja, Peñarol, Pueblo Ferrocarril, Colón, Lezica y la localidad de Melilla.  Algunas de sus frecuencias acceden al Sanatorio Saint Bois.  
| - Terminal Punta Carretas - Bulevar Artigas - Ramón Fernández - José Ellauri - José María Montero - Gonzalo de Orgaz - Leyenda Patria - Juan Benito Blanco - 26 de Marzo - Avenida Luis Alberto de Herrera - Teniente Galarza - Tiburcio Gómez - Avenida Rivera - Dolores Pereira de Rosell - Avenida Ramón Anador - Avenida Alfredo Navarro - Avenida Américo Ricaldoni - Avenida Italia - AvenidaJosé Garibaldi - José L. Terra - Avenida General Flores - Corredor General Flores - Chimborazo - Avenida Burgues (Cementerio del Norte) - José María Silva - Camino Coronel Raíz - Camino Casavalle - Camino Manuel Fortet - Daniel Zorrilla - Circunvalación Plaza Larrobla - Yuty - Hudson - Corredor Garzón - Avenida Lezica - Camino Melilla - (Aeropuerto de Melilla) Ida hacia Hospital Saint Bois - Ruta Anterior - Avenida Lezica - Guanahany - Vehicular Peatonal - Hospital Saint Bois Ida hacia Fauquet (Melilla y Peixoto) - Ruta anterior - Guanahany - Vehicular Peatonal - Hospital Saint Bois - Vehicular Peatonal - Camino Fauquet - Camino Melilla hasta Peixoto | - (Aeropuerto de Melilla) - Camino Melilla - Avenida Lezica - Corredor Garzón - Plaza Vidiella - Albérico Passadore - Hudson - Tabapy - Circunvalación Plaza Larrobla - Daniel Zorrilla - Camino Manuel Fortet - Camino Casavalle - Camino Cnel. Raíz - José María Silva - Hum - Avenida San Martín - Chimborazo - Corredor General Flores - Avenida General Flores - Luis Melían Lafinur - Marcelino Sosa - Gustavo Gallinal - Pando - Avenida José Garibaldi - Avenida Manuel Albo - Avenida Américo Ricaldoni - Avenida Italia - Avenida Américo Ricaldoni - Avenida Alfredo Navarro - Avenida Ramón Anador - Alejo Rosell y Rius - Avenida Rivera - Avenida Luis Alberto de Herrera - 26 de Marzo - José Ellauri - Ramón Fernández - Bulevar Artigas - Terminal Punta Carretas Regreso desde Hospital Saint Bois - Vehicular Peatonal - Guanahany - Gutemberg - Veraguas - Avenida Lezica Continúa a su ruta habitual... Vuelta desde Fauquet (Melilla y Peixoto) - Camino Melilla - Camino Fauquet - Vehicular Peatonal - Hospital Saint Bois - Vehicular Peatonal - Guanahany Continúa a su ruta habitual. |

### Destinos intermedios
Ida
- Terminal Colón

Vuelta
- Pocitos

- Garibaldi